# Nuriootpa
Nuriootpa, miejscowość w stanie Australia Południowa w rejonie Doliny Barossa. Jedno z największych miast tego obszaru, populacja około 4400. Nazwa wywodzi się od aborygeńskiego słowa oznaczającego "miejsce spotkań".